# Campsiura scutellata
Campsiura scutellata är en skalbaggsart som beskrevs av Fabricius 1801. Campsiura scutellata ingår i släktet Campsiura och familjen Cetoniidae. Inga underarter finns listade.